# 何塞·德菲格罗亚
何塞·德菲格罗亚（西班牙語：José de Figueroa，1897年12月24日—1920年10月20日），西班牙男子马球运动员。他曾代表西班牙参加1920年夏季奥林匹克运动会马球比赛，获得一枚银牌。

## 家庭
父亲阿尔瓦罗·菲格罗亚-托雷斯。